# Carl Blechen

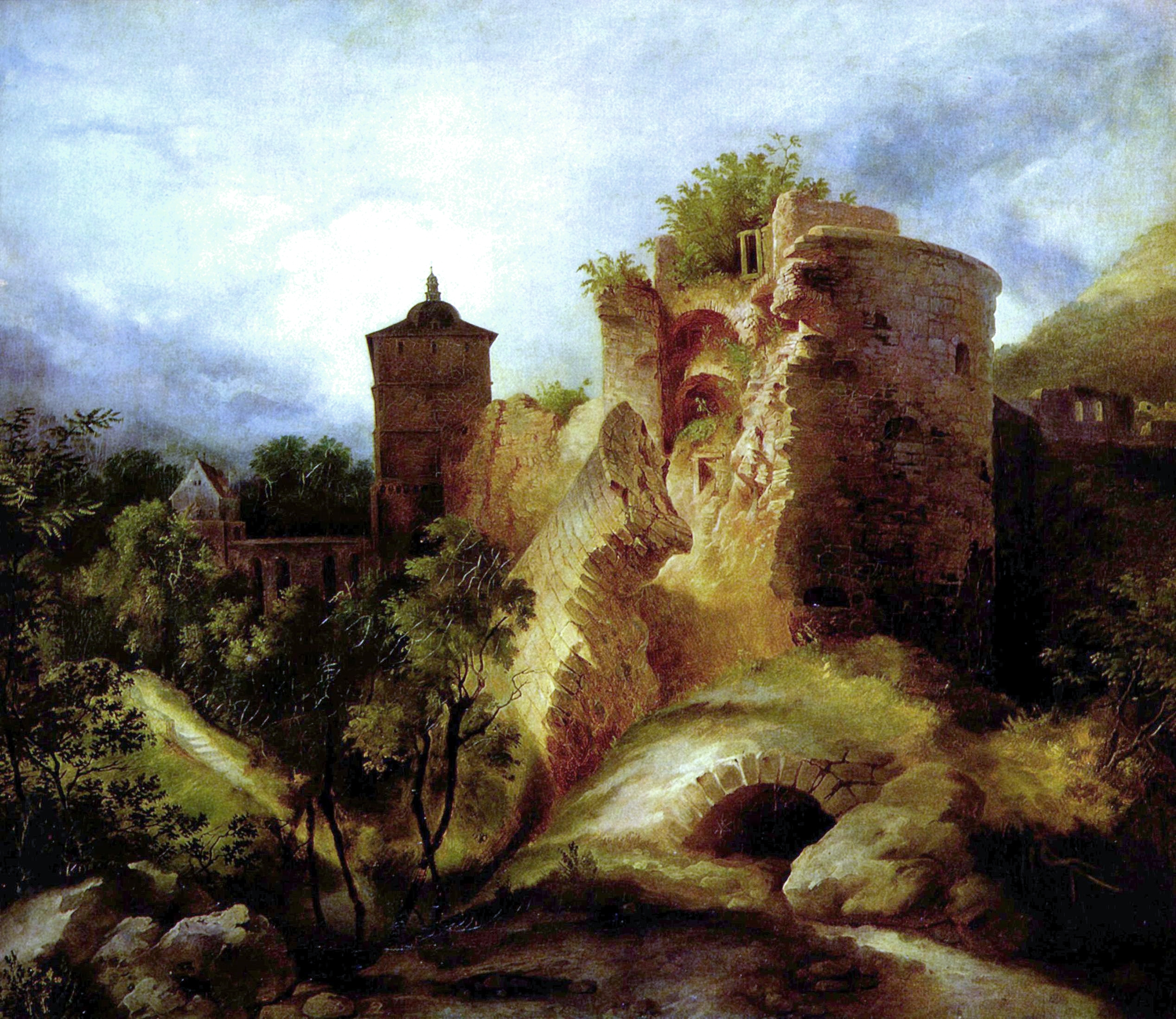
Ruiny zamku w Heidelbergu (ok. 1830)

Carl Blechen (Karl Blechen) (ur. 29 lipca 1798 w Chociebużu, zm. 23 lipca 1840 w Berlinie) – niemiecki malarz romantyczny, pejzażysta. Od 1835 członek i profesor Akademie der Künste w Berlinie.
Jego twórczość wyróżniało odejście od konwencji akademickich, żywa kolorystka, bogate efekty świetlne i nastrój z pogranicza fantastyki. Pod koniec życia zachorował na ciężką depresję i zmarł przedwcześnie w szpitalu psychiatrycznym.

## Wybrane dzieła
- Autoportret (1823), Stara Galeria Narodowa w Berlinie
- Białe skały na Rugii (1828), Schloss Branitz, Chociebuż
- Budowa diabelskiego mostu (ok. 1830), Nowa Pinakoteka, Monachium
- Burza nad rzymską Kampanią (1829), Stara Galeria Narodowa w Berlinie
- Ogrody Tivoli przy Villa d’Este (1831-32), Stara Galeria Narodowa w Berlinie
- Ruiny gotyckiego kościoła (1829), Kunstmuseum, Düsseldorf
- Rybacy nad Zatoka Neapolitańską (1829-30), Stara Galeria Narodowa w Berlinie
- Słońce nad morzem (1829), Stara Galeria Narodowa w Berlinie
- Kobiety kąpiące się w parku Terni , powstało łącznie 6 obrazów różnych rozmiarów.

- 1818 Kolekcja prywatna, Polska
- 1828 Staatsgalerie, Stuttgart,
- 1829, Museum Kunstpalast, Düsseldorf
- 1834, Niedersächsisches Landesmuseum Hannover
- 1835, Alte Nationalgalerie, Berlin
- Walcownia (ok. 1834), Stara Galeria Narodowa w Berlinie
- Wnętrze palmiarni (1832), Museum Georg Schläfer, Schweinfurt